# Langspeelplaat

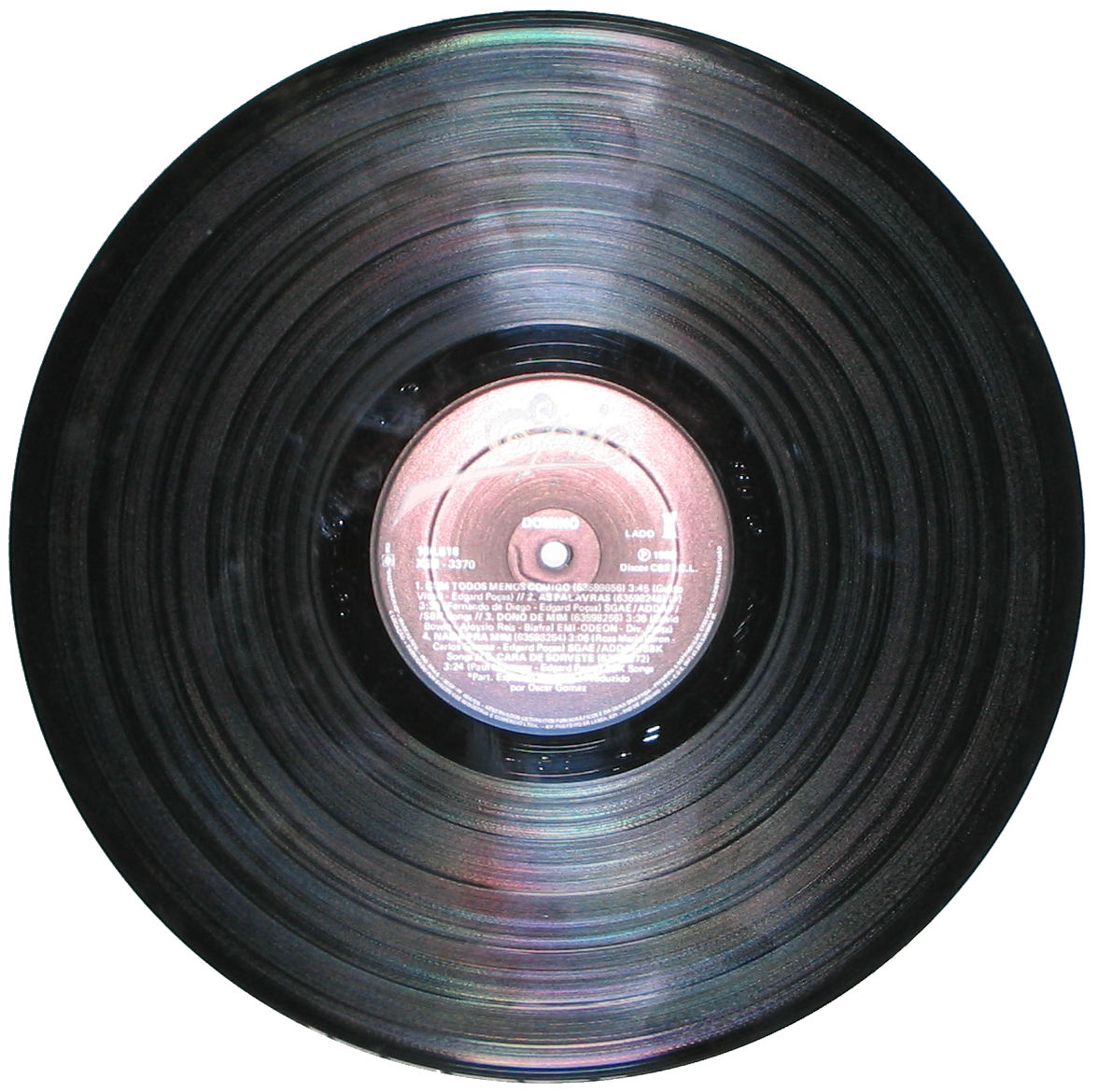
Langspeelplaat van de Braziliaanse band Dominó

Een langspeelplaat of vinylplaat, vaak afgekort tot lp of elpee, is een grammofoonplaat met een microgroef, gemaakt van vinyl en met een diameter van 30 cm (12 inch) die ruimte biedt voor maximaal 30 minuten muziek.
De afkorting lp staat voor long play. De meeste lp's moeten op 33⅓ toeren per minuut worden afgespeeld. Andere platenformaten zijn singles en ep's. Elke grammofoonplaat heeft per zijde één doorlopende groef bestaande uit de inloop, daarna de opname en aan het eind de uitloop.

## Variabele spoed
Om zo veel mogelijk muziek op de plaat te krijgen, wordt variabele spoed (verplaatsing van de naald per omwenteling) toegepast. De studiorecorder waarop de master wordt afgespeeld, is voorzien van een extra leeskop (weergavekop) die het signaal op luidheid bemonstert en de spoed van de platensnijder aanstuurt. Zodoende liggen bij zachte passages de groeven heel dicht tegen elkaar aan om bij luidere passages ruimer te worden. Hoe ruimer de spoed, hoe minder muziek er per kant opgenomen kan worden. Het klassieke label Deutsche Grammophon Gesellschaft stond bekend om zijn ruime spoed. Twaalf minuten per (klassieke) plaatkant kwam regelmatig voor.
Tussen de muzieknummers heeft de groef een iets hogere spoed om de gebruiker in staat te stellen de naald op die plek op de plaat in de groef te laten zakken. Ter plaatse glimt het plaatoppervlak wat meer en is de pauze of overgang gemakkelijk te herkennen met weinig risico voor groefbeschadiging.

## Uitloopgroef
Bij het einde van de plaat wordt, zoals bij elke grammofoonplaat, de spoed vergroot (de uitloopgroef), de arm maakt een snelle beweging om een eventueel aanwezig afslagmechanisme van de platenspeler te activeren.
In de uitloopgroef staat geen geluid, maar daarop zijn uitzonderingen. Op On the Threshold of a Dream van de Moody Blues en Sgt. Pepper's Lonely Hearts Club Band van The Beatles loopt het geluid door tot in de uitloopgroef, waardoor de laatste passage eindeloos herhaald wordt als de platenspeler niet afslaat.

## Geschiedenis

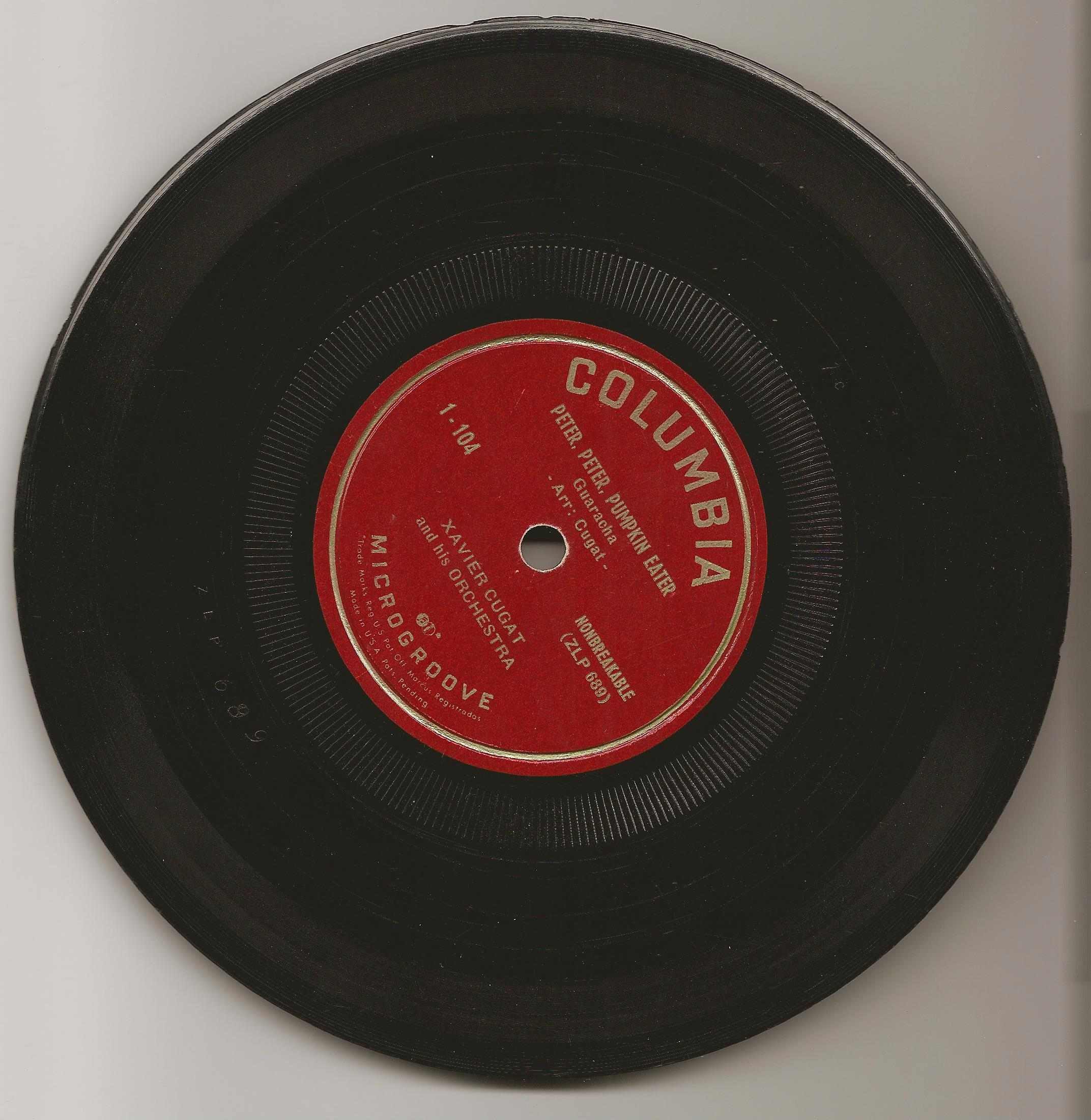
Columbia maakte korte tijd ook 33⅓ rpm 7" zlp's tot de 45 rpm singles van RCA Victor op de markt kwamen

Met taperecorders konden aanmerkelijk langere opnames gemaakt worden dan de 4-5 minuten van de 78-toerenplaten, maar de consument profiteerde daar niet van en ook niet van de betere geluidskwaliteit. RCA Victor had in 1931 al een plaat op de markt gebracht met een speelduur van 10 minuten, maar een gebrek aan spelers en de crisis van de jaren 1930 maakten dat die plaat geen succes werd. Andere pogingen volgden, maar het was Columbia dat in 1948 de langspeelplaat met een toerental van 33⅓ en een formaat van 12" op de markt bracht met een microgroef. Philco maakte hiervoor de spelers. Een team onder leiding van Peter Carl Goldmark had de microgroef ontwikkeld en deze platen waren gemaakt van het minder breekbare vinyl in plaats van schellak. De speelduur van zo'n 22 minuten was een aanmerkelijke verbetering en ook de geluidskwaliteit was aanmerkelijk beter. De 78-toerenplaat had een frequentiebereik van 100 tot 12.000 Hz, terwijl de lp dit optrok naar 30-16.000 Hz. De signaal-ruisverhouding (S/R) verbeterde van 32–40 dB naar 45–60 dB.
RCA Victor wilde de lp niet in licentie produceren en ontwikkelde in 1949 zelf een 7"-plaat op 45 toeren. Deze singles hadden een groter gat in het midden voor gebruik door platenwisselaars. Uiteindelijk verkochten zowel Columbia als RCA Victor beide formaten en kwamen er spelers op de markt met drie snelheden. Het door Goldmark ontwikkelde Highway Hi-Fi uit 1955 werd door Chrysler geleverd, maar hierop waren alleen een eigen type platen beschikbaar die moeilijk te verkrijgen waren en in 1959 stopte Chrysler om in 1960 de door RCA ontwikkelde Auto Victrola in te bouwen goedkoper was en kon veertien singles herbergen. Deze werd echter ook slechts twee jaar geleverd.
De microgroef maakte een einde aan de beperking van de speelduur van nummers van 4-5 minuten, zodat nummers langer konden worden. In plaats van alleen singles uit te brengen, konden artiesten nu ook thematischer te werk gaan en meerdere nummers achter elkaar als album uitbrengen. Pet Sounds van The Beach Boys uit 1966, Revolver uit 1966 en Sgt. Pepper's Lonely Hearts Club Band uit 1967 van The Beatles, Tommy van The Who uit 1969 en The Dark Side of the Moon van Pink Floyd zijn vroege en invloedrijke conceptalbums.
Midden jaren 1980 verloren langspeelplaten aan populariteit door de opkomst van de muziekcassette en daarna de cd, al bleven sommige artiesten hun muziek nog steeds alleen op lp uitbrengen.

## Vergelijking met andere media
De 78-toerenplaat had een frequentiebereik van 100-12.000 Hz, terwijl de lp dit optrok naar 30-16.000 Hz. De signaal-ruisverhouding (S/R) verbeterde van 32–40 dB naar 45–60 dB.
Met de cd verbeterde de geluidskwaliteit aanmerkelijk naar een frequentiebereik van 5-20.000 Hz. De signaal-ruisverhouding verbeterde naar meer dan 90 dB. Ook had de lp te maken met wow, flutter, brom, resonantie, vervorming, trillingen, de kwaliteit van de naald en het gewicht van de arm, terwijl de kwaliteit van verschillende persingen ook kon variëren.
De cd moest dit allemaal oplossen, alleen was deze niet zo onverwoestbaar zoals deze aanvankelijk in de markt werd gezet. Vingerafdrukken en krassen konden vooral op vroege cd-spelers overslaan tot gevolg hebben en jitter kon de geluidskwaliteit beïnvloeden. Ook werd bij de eerste cd's die opnieuw werden uitgebracht niet altijd de beste master gebruikt, zodat er geen optimaal gebruik werd gemaakt van de cd. Ook zijn er gevallen bekend van "cd rot", waarbij de folie laag van de schijf loslaat en zodoende de cd onbruikbaar wordt.
Ondanks de technische superioriteit van de cd ten opzichte van lp's, zijn er toch veel mensen die beweren dat lp's superieur klinken. De argumentatie die hierbij vaak wordt gebruikt, is dat bij digitale opnames informatie wordt weghouden die niet meetbaar is, maar wel door het menselijk gehoor waarneembaar is. Tegenstanders van deze theorie stellen vaak dat de vermeende betere geluidskwaliteit het gevolg is van de vervorming, die lp's een (voor sommige mensen) prettigere warme klank zouden geven. Volgens hen heeft dit dus enkel met persoonlijke voorkeur te maken.
Er zijn veel verschillende soorten audiobestandsformaten. Bekende formaten zijn WAV en AIFF die de LCPM alleen een header geven en de data daarmee ongecomprimeerd opslaan. De formaten FLAC, ALAC en WMA Lossless comprimeren wel, maar zetten dit via verliesloze compressie om (lossless). Bij MP3 en AAC is wel sprake van compressie met verlies (lossy), maar zijn de bestanden ook kleiner. Bij deze laatste twee formaten wordt geluid weggelaten dat door de meeste mensen niet of nauwelijks wordt waargenomen.
Ook voor lp's geldt dat de meeste muziek tegenwoordig direct digitaal wordt opgenomen en gemasterd, zij het in een veel hogere precisie dan een commerciële muziek-cd.
Het kleinere frequentiebereik van de lp kan echter als warmer en daarmee prettiger worden ervaren.

## Huidig gebruik
Al sinds 1980 wordt de lp, sinds de komst van de muziekcassette en de cd, steeds minder verkocht. Van lp's worden er later relatief, in vergelijking met andere muziekdragers, nog zeer weinig verkocht en de verkoop bereikte uiteindelijk in 2006 zijn historisch dieptepunt. Echter, sinds het begin van de jaren 2010 maakt de lp een groeiende opmars, mede door een heropleving van vinyl in de hiphop en dancescenes. Het geluid van lp's kan als prettiger ervaren worden dan andere muziekdragers, zoals een cd of digitaal. Dj's gebruiken een lp of maxisingle als een muziekinstrument om te scratchen en voor 'beat juggling'. Ondertussen is er ook een groeiende belangstelling voor vinylplaten bij verzamelaars van rock, pop en piratenmuziek die gelimiteerde oplages verzamelen en bij hifi-liefhebbers. Meerdere bedrijven produceren nog steeds lp's en veel artiesten brengen nieuwe albums weer op vinyl uit.

## Witte plaat
Gedurende de hoogtijdagen van de langspeelplaat deed ook het fenomeen 'witte plaat' zijn intrede. Dit was vaak een illegale persing, doorgaans gewoon op zwart vinyl, van opnamen van live-optredens van artiesten, die daardoor royalty's misliepen. Dergelijke persingen werden vaak een geliefd collector's item voor fans.